# Enginyeria de biosistemes
L'Enginyeria de Biosistemes (o també Enginyeria Biològica als EUA) és un camp de l'enginyeria que integra la ciència i disseny d'enginyeria amb les ciències biològiques, ambientals i agrícoles. Representa una evolució de la disciplina d'Enginyeria Agrícola i s'aplica a tots els organismes vius (però sense incloure generalment aplicacions biomèdiques, que és el regne de l'enginyeria biomèdica). En moltes institucions als EUA, Enginyeria de Biosistemes és sinònim d'Enginyeria Biològica. En algunes institucions, Enginyeria de Biosistemes es considera un terme més ampli que inclou l'Enginyeria Agrícola i l'Enginyeria Biològica.
Algunes àrees programàtiques són: producció de bioenergia; desenvolupament de biosensors; enginyeria ambiental i ecològica; processament d'aliments i seguretat alimentària; enginyeria agrícola (maquinària, reg, emmagatzematge), tractament i gestió de l'aigua (incloses els mesuraments d'agents patògens, productes químics i altres contaminants).
ABET (junta d'acreditació per a l'enginyeria amb seu als Estats Units) considera nivell B.S. els programes acadèmics sota l'àmbit d'Enginyeria Biològica. Les societats professionals que donen suport Enginyeria de Biosistemes als EUA inclouen: ASABE(Societat Americana d'Enginyers Agrícoles i Biològiques) i l'IBE (Institut d'Enginyeria Biològica).

## Els programes acadèmics en Enginyeria Agrícola i de Biosistemes
A continuació es mostra una llista dels programes acadèmics coneguts que ofereixen graus de llicenciatura (BS o EEB) dins els termes ABET " Enginyeria Agrícola", "Enginyeria de Biosistemes", "Enginyeria Biològica" o programes amb noms similars.
Europa
| Institució                            | Departament                                   | Web                                                            |
| ------------------------------------- | --------------------------------------------- | -------------------------------------------------------------- |
| Universitat Politècnica de Catalunya  | Escola Superior d'Agricultura de Barcelona    | esab.upc.edu                                                   |
| Ankara University, Turkey             | Agricultural Machinery                        | arsiv.ankara.edu.tr                                            |
| Atatürk University, Turkey            | Agricultural Structures and Irrigation        | www.atauni.edu.tr                                              |
| Harran University, Turkey             | Agricultural Machinery                        | ziraat.harran.edu.tr                                           |
| Harran University, Turkey             | Agricultural Structures and Irrigation        | ziraat.harran.edu.tr                                           |
| Humboldt-Universität Berlin, Germany  | Biosystems Engineering                        | agrar.hu-berlin.de/fakultaet/departments/dntw/biosystemtechnik |
| Leibniz University Hannover, Germany  | Biosystems and Horticultural Engineering,     | http://www.bgt-hannover.de/                                    |
| KU Leuven, Belgium                    | Department of Biosystems                      | https://www.biw.kuleuven.be/biosyst                            |
| University College Dublin, Ireland    | Biosystems Engineering                        | www.ucd.ie/eacollege/biosystems/                               |
| University of Hohenheim, Germany      | Institute of Agricultural Engineering         | www.uni-hohenheim.de/                                          |
| Technical University of Madrid, Spain | Agricultural, Food and Biosystems Engineering | www.etsia.upm.es/                                              |

America del nord
| Institució                                               | Departament                                        | Web                           |
| -------------------------------------------------------- | -------------------------------------------------- | ----------------------------- |
| Auburn University                                        | Biosystems Engineering                             | www.eng.auburn.edu/           |
| CalPoly San Louis Obispo                                 | BioResource and Agricultural Engineering           | www.brae.calpoly.edu/         |
| Clemson University                                       | Biosystems Engineering                             | [1]                           |
| Cornell University                                       | Biological and Environmental Engineering           | bee.cornell.edu/              |
| Dalhousie University                                     | Department of Engineering (Agricultural Campus)    | www.dal.ca                    |
| Iowa State University                                    | Agricultural and Biosystems Engineering            | www.abe.iastate.edu/          |
| Kansas State University                                  | Biological and Agricultural Engineering            | www.bae.ksu.edu/home          |
| Louisiana State University                               | Biological and Agricultural Engineering            | www.bae.lsu.edu               |
| McGill University                                        | Department of Bioresource Engineering              | www.mcgill.ca/bioeng/         |
| Michigan State University                                | Biosystems and Agricultural Engineering            | www.egr.msu.edu/bae/          |
| Mississippi State University                             | Agricultural and Biological Engineering            | www.abe.msstate.edu           |
| North Carolina State University                          | Biological and Agricultural Engineering            | www.bae.ncsu.edu/             |
| North Carolina Agricultural & Technical State University | Chemical, Biological and Bioengineering Department | www.ncat.edu/                 |
| North Dakota State University                            | Agricultural and Biosystems Engineering            | www.ndsu.edu/aben/            |
| Ohio State University                                    | Food, Agricultural and Biological Engineering      | fabe.osu.edu                  |
| Oklahoma State University                                | Biosystems and Agricultural Engineering            | biosystems.okstate.edu        |
| Oregon State University                                  | Biological and Ecological Engineering Department   | bee.oregonstate.edu/          |
| Penn State University                                    | Agricultural and Biosystems Engineering            | abe.psu.edu/                  |
| Purdue University                                        | Agricultural and Biological Engineering            | www.purdue.edu/abe            |
| South Dakota State University                            | Agricultural and Biosystems Engineering            | www.sdstate.edu/abe/          |
| Texas A&M University                                     | Biological and Agricultural Engineering            | baen.tamu.edu/                |
| University of Arizona                                    | Agricultural and Biosystems Engineering            | cals.arizona.edu/abe          |
| University of Arkansas                                   | Biological and Agricultural Engineering            | www.baeg.uark.edu/            |
| University of California, Davis                          | Biological and Agricultural Engineering            | bae.engineering.ucdavis.edu/  |
| University of Florida                                    | Agricultural and Biological Engineering            | www.abe.ufl.edu/              |
| University of Georgia                                    | Biological and Agricultural Engineering            | www.engr.uga.edu              |
| University of Illinois                                   | Agricultural and Biological Engineering            | abe.illinois.edu/             |
| University of Kentucky                                   | Biosystems and Agricultural Engineering            | jokko.bae.uky.edu/BAEHome.asp |
| University of Nebraska-Lincoln                           | Biological Systems Engineering                     | bse.unl.edu                   |
| University of Manitoba                                   | Biosystems Engineering                             | http://umanitoba.ca/          |
| University of Minnesota                                  | Bioproducts and Biosystems Engineering             | www.bbe.umn.edu/              |
| University of Missouri                                   | Biological Engineering                             | bioengineering.missouri.edu/  |
| University of Saskatchewan                               | Biosystems Engineering and Soil Science            | www.engr.usask.ca             |
| University of Tennessee                                  | Biosystems Engineering & Soil Science              | bioengr.ag.utk.edu            |
| University of Wisconsin                                  | Biological Systems Engineering                     | bse.wisc.edu/                 |
| Utah State University                                    | Biological Engineering                             | be.usu.edu                    |
| Virginia Polytechnic University                          | Biological Systems Engineering                     | www.bse.vt.edu                |

Amèrica central i del sud
| Institució                                               | Departament                             | Web                            |
| -------------------------------------------------------- | --------------------------------------- | ------------------------------ |
| Universidad Autónoma Chapingo, Mexico                    | Irrigation Department                   | portal.chapingo.mx/irrigacion/ |
| Universidad de Costa Rica, Costa Rica                    | Agricultural and Biosystems Engineering | [2]                            |
| National University of Colombia                          | Agricultural Engineering                | www.ing.unal.edu.co/           |
| University of Campinas, Brazil                           | Agricultural Engineering                | www.unicamp.br/unicamp/        |
| University of São Paulo, Brazil                          | Biosystems Engineering                  | www.en.esalq.usp.br/           |
| University of São Paulo (Campus de Pirassununga), Brazil | Biosystems Engineering                  | [3]                            |

Àsia
| Institució                                           | Departament                                          | Web                                                    |
| ---------------------------------------------------- | ---------------------------------------------------- | ------------------------------------------------------ |
| China Agricultural University                        | Agricultural Engineering                             | english.cau.edu.cn/col/col5470/index.html              |
| Northwest Agriculture and Forestry University, China | Agricultural Soil and Water Engineering              | en.nwsuaf.edu.cn/                                      |
| Shanghai Jiatong University, China                   | Biological Engineering; Food Science and Engineering | en.sjtu.edu.cn/academics/undergraduate-programs/       |
| Xi’an Jiaotong University, China                     | Energy and Power Engineering                         | nd.xjtu.edu.cn/web/English.htm                         |
| Yunnan Agricultural University, China                | Agricultural Water-Soil Engineering                  | www.at0086.com/YUNNAU                                  |
| Zhejiang University, China                           | Biosystems Engineering and Food Science              | www.caefs.zju.edu.cn/en/index.asp                      |
| National Taiwan University                           | Bioenvironmental Systems Engineering                 | www.bse.ntu.edu.tw                                     |
| University of Tehran                                 | Mechanical Engineering of Biosystems                 | http://ut.ac.ir/ Arxivat 2011-06-29 a Wayback Machine. |